# Äußerer Möhnhof
Der Äußere Möhnhof, seltener auch Äußerer Mohnhof geschrieben, ist ein Teilort von Bartholomä im Ostalbkreis in Baden-Württemberg.

## Lage und Verkehrsanbindung
Der Ort, der zwei Hausnummern hat (1 und 4), liegt etwa zwei Kilometer westlich von Bartholomä auf einem langen Westsporn des Albuchs, einer Hochfläche der östlichen Schwäbischen Alb. Eine kleine Stichstraße von Osten her, die auch den Inneren Kitzinghof und Äußeren Kitzinghof ans Verkehrsnetz anbindet, erschließt den Ort.

## Geschichte
Der Ort entstand nach 1870 und vor 1928.